# Chen Ji
Chen Ji (forenklet kinesisk: 陈积; traditionel kinesisk: 陳積; pinyin: Chén Jī, født 5. december 1976 i Shanghai) er en kvindelig kinesisk håndboldspiller der deltog under Sommer-OL 2004 med det kinesiske landshold, hvor hun spillede seks kampe og scorede ni mål.